# Fåret Colette (lang version)
 For alternative betydninger, se Fåret Colette. (Se også artikler, som begynder med Fåret Colette)
Fåret Colette (lang version) er en børnefilm instrueret af Adam Schmedes efter manuskript af Peter I. Lauridsen, Dorthe Rosenørn Schmedes.

## Handling
I Frankrig læmmer et får sidst på vinteren. Fødslen er hård, og moren vil ikke kendes ved sit ene lam. Avleren forsøger forgæves at få et andet får til at tage sig af lammet, Colette, men fårene vender hende ryggen, og hun må fodres med sutteflaske. I forsommeren sendes får og lam op i bjergene, hvor tusindvis af dyr skal græsse sommeren over. Sidst på sæsonen skilles de fra hinanden igen; lammene skal sælges, og fårene skal bedækkes og klippes. Colette er for lille til at blive slagtet. Som sutteflaske-lam er hun ikke vokset i takt med de øvrige lam. Hun kommer med i en flok, der køres sydpå til overvintring. På skråningerne hjemme ved landsbyen ankommer vædderne. Vædderen med de største horn opfører sig som om, han vil have fårene for sig selv. Men han er kastreret og er kun med for at lede de andre dyr. Hver buk skal befrugte 50 får, så de har travlt. Historien om Colette er årets gang hos en sydfransk fårehyrde.